# Gunnar Hyltander
Karl Gunnar Esaias Hyltander (i riksdagen kallad Hyltander i Töreboda), född 27 augusti 1915 i Björkäng, död 30 juni 1981 i Töreboda, var en svensk företagare och politiker (folkpartist). 
Gunnar Hyltander, som var son till en köpman, blev 1938 delägare och verkställande direktör för AB J & A Pettersson i Töreboda och verkställande direktör för Töreboda fastighets AB från 1960. Han var också verksam i Svenska missionsförbundet och i De kristliga samfundens nykterhetsrörelse. Han var Töreboda köpingsfullmäktiges ordförande 1954-1958 och kommunalnämndens ordförande 1959-1967.
Han var riksdagsledamot 1963-1976 för Skaraborgs läns valkrets (fram till 1970 i andra kammaren). I riksdagen var han bland annat suppleant i bankoutskottet 1963-1970, socialutskottet 1971-1973 och socialförsäkringsutskottet 1974-1976. Han engagerade sig främst i skatte- och socialpolitik samt alkoholpolitik.